# (37963) 1998 HF79
1998 HF79 (asteroide 37963) é um asteroide da cintura principal. Possui uma excentricidade de 0.12428630 e uma inclinação de 3.53089º.
Este asteroide foi descoberto no dia 21 de abril de 1998 por LINEAR em Socorro.